# Titanio modestalis
Titanio modestalis là một loài bướm đêm trong họ Crambidae.